# 呼吸：暗紅色的氣息
《呼吸：暗紅色的氣息》是SUCCESS於2008年6月12日發售的任天堂DS用戀愛冒險遊戲。以活用任天堂DS的麥克風功能（向麥克風呼氣）的戀愛冒險遊戲為賣點。人物設計是。

## 故事簡介
主角秋峰響，靠「吹笛」維生，生活潦倒，然而他的音樂可以牽動人心。在一人，他在街上邂逅一位少女南雲朱音，是極受歡迎的偶像歌手，但響並不知道她的身分。朱音被響的笛聲吸引，途中又從一個不明人中救回朱音，其後更展開了同居生活。

## 登場人物
秋峰響
主角。高校畢業後三年，靠吹笛維生，但因為一些事情，絕不肯吹奏長笛。
南雲朱音（聲：能登麻美子）
天才歌手，有一些天然呆，和響同居中。
柊美音（聲：井上麻里奈）
如朱音的妹妹的女孩，超傲嬌偶像。
安堂美佐（聲：進藤尚美）
培育朱音和美音至一線偶像的社長。
香川
理解美佐和朱音的人。
佐藤
和響碰上的沉穩成人。
連聲貫司
響在高校認識的朋友，口才很好。

## 註腳
1. ↑  . 电玩巴士. 2008年4月1日  [2008年5月29日]. （原始内容存档于2016年3月4日） （中文）.
2. ↑  . Amazon.co.jp.   [2013年12月18日] （日语）.